# Canottaggio ai Giochi della XXX Olimpiade - 4 senza pesi leggeri
Il 4 senza pesi leggeri maschile dei Giochi della XXX Olimpiade si è svolta tra il 28 luglio e il 2 agosto 2012. Hanno partecipato 13 equipaggi.
La gara è stata vinta dall'equipaggio sudafricano formato da James Thompson, Matthew Brittain, John Smith e Sizwe Ndlovu, che hanno concluso la finale con il tempo di 6'02"84, mentre l'argento e il bronzo sono andati rispettivamente all'equipaggio britannico e a quello danese.

## Formato
Nel primo turno, i primi tre equipaggi di ogni batteria accedono alla semifinale, mentre gli altri competono in un ripescaggio che qualifica altri tre equipaggi. I qualificati competono in due semifinali; i primi tre classificati di ogni semifinale accedono alla finale A, che assegna le medaglie, mentre le altre alla finale B, per la classificazione dal 7º al 12º posto.

## Programma
| Data           | Ora (BST/UTC+1) | Turno      |
| -------------- | --------------- | ---------- |
| 28 luglio 2012 | 11:00           | Batterie   |
| 29 luglio 2012 | 9:40            | Ripescaggi |
| 31 luglio 2012 | 12:40           | Semifinali |
| 2 agosto 2012  | 10:00           | Finali     |

## Risultati

### Batterie
| Pos. | Atleti                              | Nazione     | Tempo   | Note |
| ---- | ----------------------------------- | ----------- | ------- | ---- |
| 1    | Schürch, Tramer, Niepmann, Gyr      | Svizzera    | 5'53"56 | Q    |
| 2    | Thompson, Brittain, Smith, Ndlovu   | Sudafrica   | 5'54"62 | Q    |
| 3    | Winther, Jørgensen, Barsoe, Ebbesen | Danimarca   | 5'55"64 | Q    |
| 4    | Danesin, Caianiello, Miani, Goretti | Italia      | 5'56"71 | R    |
| 5    | Fahden, Newell, la Cava, Prendes    | Stati Uniti | 6'02"42 | R    |

| Pos. | Atleti                                  | Nazione       | Tempo   | Note |
| ---- | --------------------------------------- | ------------- | ------- | ---- |
| 1    | Chambers, Williams, Chambers, Bartley   | Gran Bretagna | 5'49"29 | Q    |
| 2    | Edwards, Beltz, Cureton, Skipworth      | Australia     | 5'51"18 | Q    |
| 3    | Seibt, Wichert, Kühner, Kühner          | Germania      | 5'52"05 | Q    |
| 4    | Vetešník, Vetešník, Kopač, Vraštil, Jr" | Rep. Ceca     | 5'52"69 | R    |

| Pos. | Atleti                                 | Nazione     | Tempo   | Note |
| ---- | -------------------------------------- | ----------- | ------- | ---- |
| 1    | Moutton, Solforosi, Baroukh, Moreau    | Francia     | 5'50"79 | Q    |
| 2    | Lievens, Heijbrock, Muda, Muda         | Paesi Bassi | 5'52"47 | Q    |
| 3    | Yu, Huang, Zhang, Wang                 | Cina        | 5'52"58 | Q    |
| 4    | Pawłowski, Siemion, Bernatajtys, Rańda | Polonia     | 5'53"52 | R    |

### Ripescaggio
| Pos. | Atleti                                  | Nazione     | Tempo   | Note |
| ---- | --------------------------------------- | ----------- | ------- | ---- |
| 1    | Fahden, Newell, la Cava, Prendes        | Stati Uniti | 6'00"86 | Q    |
| 2    | Danesin, Caianiello, Miani, Goretti     | Italia      | 6'01"66 | Q    |
| 3    | Vetešník, Vetešník, Kopač, Vraštil, Jr" | Rep. Ceca   | 6'02"23 | Q    |
| 4    | Pawłowski, Siemion, Bernatajtys, Rańda  | Polonia     | 6'04"46 |      |

### Semifinali
| Pos. | Atleti                                  | Nazione       | Tempo   | Note |
| ---- | --------------------------------------- | ------------- | ------- | ---- |
| 1    | Chambers, Williams, Chambers, Bartley   | Gran Bretagna | 5'59"68 | Q    |
| 2    | Schürch, Tramer, Niepmann, Gyr          | Svizzera      | 6'00"97 | Q    |
| 3    | Lievens, Heijbrock, Muda, Muda          | Paesi Bassi   | 6'01"37 | Q    |
| 4    | Seibt, Wichert, Kühner, Kühner          | Germania      | 6'02"10 |      |
| 5    | Fahden, Newell, la Cava, Prendes        | Stati Uniti   | 6'05"06 |      |
| 6    | Vetešník, Vetešník, Kopač, Vraštil, Jr" | Rep. Ceca     | 6'06"85 |      |

| Pos. | Atleti                              | Nazione   | Tempo   | Note |
| ---- | ----------------------------------- | --------- | ------- | ---- |
| 1    | Winther, Jørgensen, Barsoe, Ebbesen | Danimarca | 6'03"53 | Q    |
| 2    | Thompson, Brittain, Smith, Ndlovu   | Sudafrica | 6'04"21 | Q    |
| 3    | Edwards, Beltz, Cureton, Skipworth  | Australia | 6'05"31 | Q    |
| 4    | Moutton, Solforosi, Baroukh, Moreau | Francia   | 6'06"90 |      |
| 5    | Danesin, Caianiello, Miani, Goretti | Italia    | 6'08"44 |      |
| 6    | Yu, Huang, Zhang, Wang              | Cina      | 6'08"47 |      |

### Finali
| Pos. | Atleti                                  | Nazione     | Tempo   | Note |
| ---- | --------------------------------------- | ----------- | ------- | ---- |
| 1    | Moutton, Solforosi, Baroukh, Moreau     | Francia     | 6'08"37 |      |
| 2    | Fahden, Newell, la Cava, Prendes        | Stati Uniti | 6'09"23 |      |
| 3    | Seibt, Wichert, Kühner, Kühner          | Germania    | 6'10"07 |      |
| 4    | Yu, Huang, Zhang, Wang                  | Cina        | 6'11"37 |      |
| 5    | Vetešník, Vetešník, Kopač, Vraštil, Jr" | Rep. Ceca   | 6'11"49 |      |
| 6    | Danesin, Caianiello, Miani, Goretti     | Italia      | 6'14"63 |      |

| Pos. | Atleti                                | Nazione       | Tempo   | Note |
| ---- | ------------------------------------- | ------------- | ------- | ---- |
|      | Thompson, Brittain, Smith, Ndlovu     | Sudafrica     | 6'02"84 |      |
|      | Chambers, Williams, Chambers, Bartley | Gran Bretagna | 6'03"09 |      |
|      | Winther, Jørgensen, Barsoe, Ebbesen   | Danimarca     | 6'03"16 |      |
| 4    | Edwards, Beltz, Cureton, Skipworth    | Australia     | 6'04"05 |      |
| 5    | Schürch, Tramer, Niepmann, Gyr        | Svizzera      | 6'09"30 |      |
| 6    | Lievens, Heijbrock, Muda, Muda        | Paesi Bassi   | 6'11"39 |      |